# Stefan Truchim
Stefan Truchim (ur. 8 września 1896 w Kopankach, pow. kałuski, zm. 20 sierpnia 1967 w Łodzi) – polski pedagog, historyk wychowania i organizacji szkolnictwa.

## Życiorys
Uczęszczał do szkoły powszechnej w Kałuszu i Przemyślu. W 1914 ukończył Gimnazjum Klasyczne oo. bernardynów we Lwowie. Był absolwentem historii UJ – uczniem Władysława Konopczyńskiego – doktorat w 1920. Był asystentem w Archiwum Akt Dawnych w Krakowie. W 1920 przeniósł się do Poznania. W szkołach poznańskich był nauczycielem historii i geografii. Był też kierownikiem Centralnej Biblioteki Kuratorium Okręgu Szkolnego w Poznaniu. Habilitował się dwukrotnie: w 1929 na Uniwersytecie Lwowskim w zakresie historii i organizacji szkolnictwa na Wolnej Wszechnicy Polskiej oraz w 1933 na Uniwersytecie Jana Kazimierza we Lwowie. Wykładał historię szkolnictwa w Wolnej Wszechnicy Polskiej w Warszawie Oddział w Łodzi. Profesor nadzwyczajny w 1933, profesor zwyczajny Wolnej Wszechnicy Polskiej w 1939. W 1939 był naczelnikiem Wydziału Prezydialnego w Ministerstwie Wyznań Religijnych i Oświecenia Publicznego.
W okresie II wojny światowej czynny w tajnym nauczaniu w Warszawie. Założyciel prywatnej Szkoły Kupieckiej na Żoliborzu (oficjalnie Zasadniczej Szkoły Zawodowej). Uczestnik powstania warszawskiego (ps. Stefan), działał w II Obwodzie „Żywiciel” (Żoliborz) Warszawskiego Okręgu Armii Krajowej – zastępca komendanta OSB (Obywatelskiej Straży Bezpieczeństwa). Ranny podczas walk trafił z rodziną do obozu w Pruszkowie, potem dotarł do Częstochowy, gdzie pracował do kwietnia 1945 na Wydziale Pedagogicznym.
Od 1945 współorganizował Uniwersytet Łódzki (UŁ). W 1957 objął kierownictwo Katedry Historii Wychowania i Oświaty UŁ, którą prowadził do przejścia na emeryturę. W okresie od 23 czerwca 1945 do 12 maja 1946 był wiceprzewodniczącym Sekcji Nauk Humanistycznych Towarzystwa Przyjaciół Nauk w Łodzi, od 20 kwietnia 1963 do 1967 przewodniczącym Wydziału II – Nauk Historycznych i Społecznych Łódzkiego Towarzystwa Naukowego. W 1963 został powołany na profesora zwyczajnego UŁ.
Został pochowany na cmentarzu Doły w Łodzi.

## Publikacje
- Truchim S., Konfederacja dzikowska, Drukarnia Poznańska Tow. Akc., Poznań 1921.
- Truchim S., Na dworze Augusta Mocnego, Lector Polonia, Poznań-Lwów-Warszawa-Kraków-Lublin-Bydgoszcz 1925.
- Truchim S., Wizyty królewskie: wspomnienia o obyczaju dworskim z czasów Stanisława Augusta Poniatowskiego, Spółka Pedagogiczna, Poznań 1926.
- Truchim S. (oprac.), Gumowski M. (przedm.), Atlas do historii kultury i sztuki, Spółka Pedagogiczna Tow. Akc., Poznań 1926.
- Truchim S., Dziesięciolecie niepodległej polski: 11.XI.1918–11.XI.1928, Drukarnia Mieszczańska T. A., Poznań 1928.
- Truchim S., Gumowski M, Wojtkowski A., Historja powiatu żnińskiego, W. Tuchołka, Poznań 1928.
- Truchim S., Szkoły rydzyńskie Augusta Sułkowskiego, Poznańskie Towarzystwo Przyjaciół Nauk, Poznań 1928.
- Truchim S., Szkice z dziejów szkolnictwa i kultury, Drukarnia Mieszczańska T. A., Poznań 1930.
- Truchim S., Koronacje polskich królów elekcyjnych, Księgarnia I. Zamecznik, Poznań 1931.
- Truchim S., Działalność kulturalno-oświatowa mniejszości niemieckiej w Polsce: ze szczególnem uwzględnieniem województw poznańskiego i pomorskiego, Instytut Badań Spraw Narodowościowych, Warszawa 1933.
- Truchim S., Szkice z historji szkolnictwa: serja wtóra, Warszawa 1935.
- Truchim S., Geneza szkół realnych w Wielkim Księstwie Poznańskiem, Gebethner i Wolff, Warszawa 1936.
- Truchim S., Święty Augustyn a nauki i szkolnictwo starożytne, Nasza Księgarnia, Warszawa 1938.
- Truchim S., „Pismo dla Nauczycieli Ludu”: pierwsze czasopismo pedagogiczne w Polsce, Zakład Narodowy im. Ossolińskich, Łódź 1955.
- Truchim S., Ewaryst Estkowski w setną rocznicę zgonu: (15 sierpnia 1856 r. – 15 sierpnia 1956 r.), Państwowe Zakłady Wydawnictw Szkolnych, Warszawa 1956.
- Truchim S., Rola pijarów w rozwoju szkolnictwa Księstwa Warszawskiego, Państwowe Wydawnictwo Naukowe, Łódź 1957.
- Truchim S., „Szkoła Polska” Ewarysta Estkowskiego, Zakład Narodowy im. Ossolińskich we Wrocławiu, Łódź 1958.
- Truchim S., Podgórska E., Z początków zawodowego ruchu nauczycielskiego, Państwowe Zakłady Wydawnictw Szkolnych, Warszawa 1958.
- Truchim S., Ewaryst Estkowski: zarys monografii, Państwowe Zakłady Wydawnictw Szkolnych, Warszawa 1959.
- Truchim S., Współpraca polsko-rosyjska nad organizacją szkolnictwa rosyjskiego w początkach XIX wieku, Zakład Narodowy im. Ossolińskich we Wrocławiu, Łódź 1960.
- Truchim S. (oprac.), Z zagadnień metodologicznych historii wychowania: sprawozdanie z sympozjonu Katedry Historii Wychowania i Oświaty Uniwersytetu Łódzkiego i Katedry Pedagogiki Uniwersytetu im. Adama Mickiewicza w Poznaniu, Państwowe Wydawnictwo Naukowe, Łódź 1965.
- Truchim S., Historia szkolnictwa i oświaty polskiej w Wielkim Księstwie Poznańskim: 1815–1915. T. 1, 1815–1862, Zakład Narodowy im. Ossolińskich we Wrocławiu, Łódź 1967.

## Ordery i odznaczenia
- Krzyż Oficerski Orderu Odrodzenia Polski (10 listopada 1928)[7]
- Złoty Krzyż Zasługi (dwukrotnie: 9 listopada 1929[1], 7 sierpnia 1939[8])
- Medal 10-lecia Polski Ludowej (28 lutego 1955)[9]
- Srebrny Wawrzyn Akademicki (5 listopada 1935)[10]
- Złota Odznaka Związku Nauczycielstwa Polskiego[6]